# Jaider Muñoz
Pour les articles homonymes, voir Muñoz.
Muñoz  Restrepo est un nom espagnol. Le premier nom de famille, en général paternel, est Muñoz ; le second, en général maternel, souvent omis, est Restrepo.
Jaider Muñoz Restrepo, né le 4 janvier 2004 à Medellín, est un coureur cycliste colombien. Il est membre de l'équipe Sistecrédito.

## Biographie
Jaider Muñoz est né à Medellín, l'une des plus grandes villes colombiennes. Il grandit dans la municipalité voisine de La Unión, au sein d'une famille de cyclistes. Deux de ses oncles ont évolué au niveau professionnel dans ce sport. Pendant son enfance, il s'essaye d'abord au football et au basket-ball. Il vient finalement au cyclisme vers l'âge de douze ans, sur les encouragements de son père. 
Durant l'été 2021, il s'impose à plusieurs reprises dans des épreuves colombiennes. Lors de la saison 2022, il confirme ses aptitudes en étant l'un des meilleurs cyclistes colombiens dans sa catégorie d'âge. Il remporte en effet trois courses par étapes, dont la version junior du Tour de Colombie. Après ses performances, il intègre l'équipe première de Sistecrédito-GW, qui devient ensuite une formation continentale. 
En 2024, il se classe troisième de la version espoir du Tour de Colombie, avec le gain de la dernière étape. Il remporte aussi une étape de la Clásica de Anapoima et de la Clásica de El Carmen de Viboral, face aux meilleurs cyclistes locaux. La même année, il termine deuxième et meilleur jeune de la Clásica de Girardot. Il finit par ailleurs second du championnat panaméricain espoirs et vingt-troisième du Tour de l'Avenir, sous les couleurs de la sélection nationale colombienne.

## Palmarès
- 2021
  - Clásica de Marinilla Juniors :
    - Classement général
    - Prologue et 2e étape (contre-la-montre)

  - 1re étape de la Clásica de El Carmen de Viboral
- 2022
  - 5e étape de la Vuelta al Tolima Juniors
  - Clásica de Rionegro Juniors :
    - Classement général
    - 2e étape (contre-la-montre)

  - 3e étape de la Clásica de El Carmen de Viboral Juniors
  - 3e étape de la Clásica de Anapoima Juniors
  - Clásica Rubén Darío Gómez Juniors :
    - Classement général
    - 1re (contre-la-montre), 2e et 3e étapes

  - 3e étape de la  Vuelta a Antioquia Juniors (contre-la-montre)
  - 2e de la Clásica de Anapoima Juniors
  - 3e de la Clásica de El Carmen de Viboral Juniors
- 2024
  - 3e étape de la Clásica de Anapoima
  - 6e étape de la Vuelta del Porvenir (contre-la-montre)
  - 4e étape de la Clásica de El Carmen de Viboral
  -  Médaillé d'argent du championnat panaméricain sur route espoirs
  - 2e de la Clásica de Girardot
  - 3e de la Vuelta del Porvenir